# ارمنستان روسیه

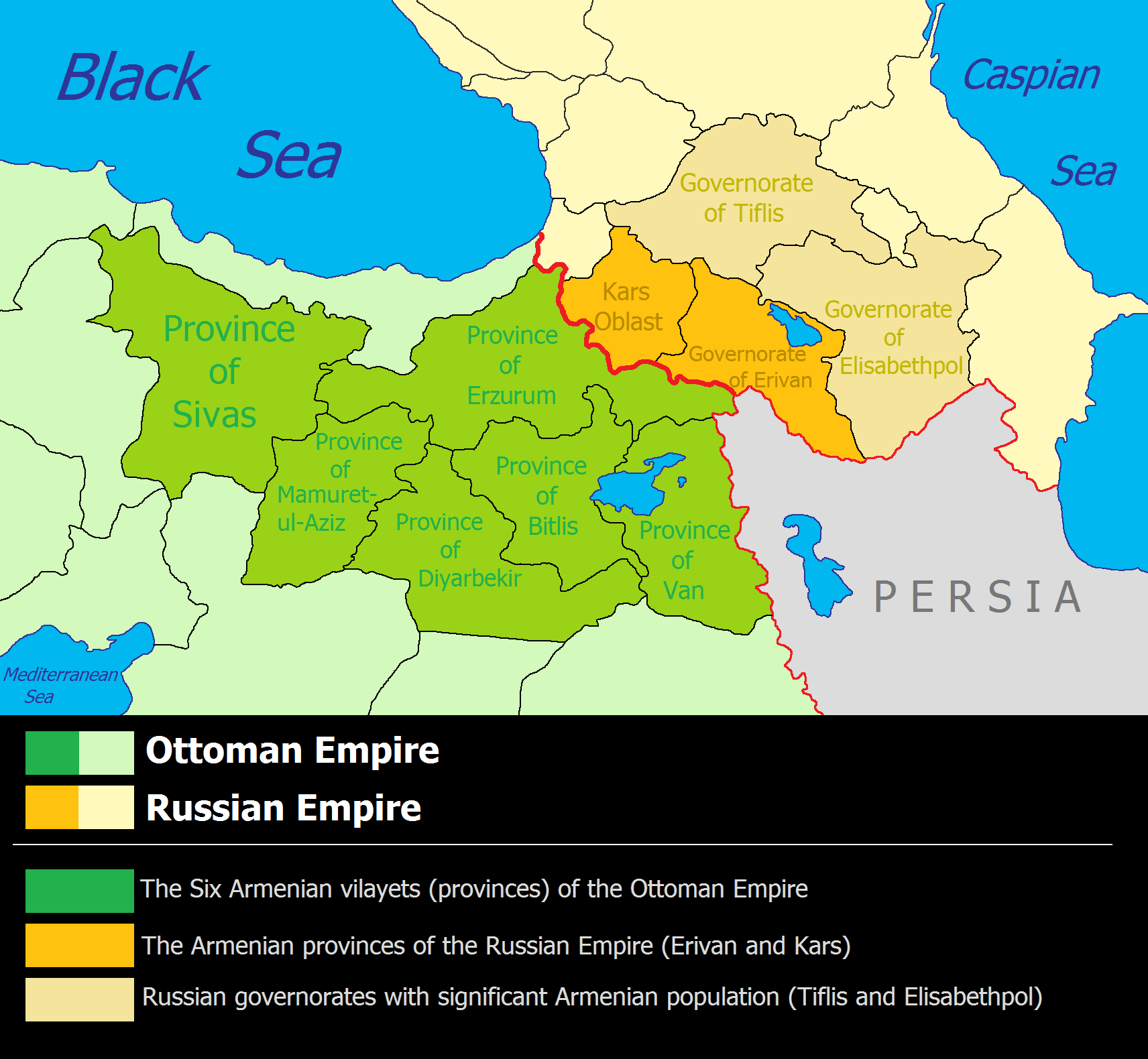
ارمنستان بین روسیه و عثمانی. شش ولایت ارمنی تحت سلطه عثمانی. ولایت قارص و حکمران، والی ایروان، تفلیس و آلکساندراپول با جمعیت قابل توجه ارمنی تحت سلطه روسیه

ارمنستان روسیه یا ارمنستان شرقی (ارمنی: Արևելյան Հայաստանը Ռուսական կայսրության կազմում) به دورانی گفته می‌شود که شرق کشور ارمنستان از سال ۱۸۲۸ میلادی تا سال ۱۹۱۷ میلادی تحت سلطه امپراتوری روسیه قرار گرفت.

## تاریخ
ارمنستان در آستانه سده نوزدهم (میلادی)، همچنان‌که از سه سده پیش از آن، بین دولت عثمانی و شاهنشاهی ایران، تقسیم شده بود. در سال ۱۸۰۴ میلادی جنگ روسیه تزاری و ایران تحت حکومت شاهان قاجار، آغاز شد و با وقفه‌های گاه به گاه، تا سال ۱۸۱۳ میلادی ادامه پیدا کرد. جنگ سرنوشت ساز در ماه اکتبر سال ۱۸۱۲ میلادی در نزدیکی ساحل رود ارس در دشت اصلاندوز رخ داد که در آن سپاهیان تزار شکست سختی به نیروهای عباس میرزا وارد آوردند.
در دوازده ماه اکتبر سال ۱۸۱۳ میلادی در روستای گلستان از توابع قره باغ، معاهده صلح امضاء گردید که بر اساس آن گرجستان شرقی، خان نشین‌های گنجه، قره باغ، شکی، شروان، باکو، قوبا، تالش، دربند و بخشی از ارمنستان تحت تسلط قاجاریان از جمله استان شیراک، استان لوری، شهرستان قازاخ، شامشادین و استان سیونیک به روسیه تزاری واگذار شد.
در سال ۱۸۲۷ میلادی عملیات جنگی روس‌ها از سر گرفته شد و مناطق تحت تسلط دربار قاجار در ارمنستان یکی پس از دیگری به اشغال روس‌ها درآمد. در دهم ماه فوریه سال ۱۸۲۸ میلادی در روستای ترکمانچای معاهده صلح امضاء گردید و بر اساس آن ارمنستان شرقی به روسیه ملحق شد. مدتی پس از انعقاد عهدنامه ترکمانچای در سال ۱۸۲۸ میلادی جنگ روسیه با عثمانیان نیز آغاز گردید و روسیه بخش بزرگی از ارمنستان غربی را تصرف کردند و در سال ۱۸۲۹ میلادی تا آن سوی ارزروم پیش رفتند.

### ارمنستان و روسیه
در سده پانزدهم وقتی که قسطنطنیه به دست ترکان عثمانی افتاد، ارمنستان و گرجستان متوجه شدند که آخرین راهی که آنان می‌توانستند از آن طریق با غرب در تماس باشند بسته شده است. از آن پس ملت ارمنی نه تنها استقلال خود بلکه موقعیت خود را نیز که در مرز دو تمدن قرار داشت از دست داده بود.
این ارتباط ارمنستان با اروپا از قرن نوزدهم به بعد دوباره برقرار گردید، ولی نه چنان‌که انتظار می‌رفت با پیشرفت قدرت‌های مغرب زمین در جهت قسطنطنیه بلکه با نفوذ روسیه در مشرق زمین. امپراتوری روسیه که به سرعت به سمت جنوب گسترش می‌یافت وارد سرزمین قفقاز جنوبی شده، بار دیگر ارمنستان را با اروپا مربوط نمود، و بدین گونه به یک انزوای چندین سده این کشور پایان بخشید.
پتر یکم به سرزمین قفقاز جنوبی به چشم کلیدی می‌نگریست که به وسیله آن می‌توانست به خاور زمین وارد شود، و نیز چون می‌خواست از دستیابی احتمالی امپراتوری عثمانی به دریای خزر جلوگیری کند این نقشه را درسر می‌پروراند که گرجستان و ارمنستان را بدواً تحت حمایت روسیه قرار بدهد.
بعد از فتح سرزمین‌های قفقاز و ارمنستان شرقی، روسیه با امپراتوری عثمانی در تماس مستقیم قرار گرفت. جنگ‌های روس و عثمانی از سال‌های ۱۸۰۸ تا ۱۸۲۹م روی داد، سرفرمانده روس ژنرال ایوان پاسکویچ موفق شد شکست سنگینی در آن نبردها بر دولت عثمانی تحمیل نماید و قسمت بزرگی از ارمنستان غربی را در اختیار خود قرار دهد؛ و از سال ۱۸۵۳م تا ۱۸۷۸ با شرکت نیروهای فدایی ارمنی با سر فرماندهی ژنرال توماس نازاربکیان نبرد سختی با نیروهای عثمانی به وقوع پیوست که شکست سنگینی برآنان وارد ساختند.

### تغییرات جمعیتی
تا میانه قرن چهاردهم میلادی، ارمنی‌ها اکثریت را در ارمنستان شرقی تشکیل می‌دادند.
در پایان قرن چهاردهم پس از اردوکشی‌های تیمور، اسلام به دین مسلط تبدیل شد و ارمنی‌ها در ارمنستان شرقی تبدیل به اقلیت شدند. 
۸۰٪ از جمعیت ارمنستان ایران در دوره‌های صفویه و قاجار مسلمان بودند (فارسی‌زبانان، ترک‌ها، و کردها) در حالی که ارمنی‌های مسیحی در حدود ۲۰٪ از جمعیت را تشکیل می‌دادند.در نتیجه عهدنامه‌های گلستان (۱۸۱۳) و ترکمانچای (۱۸۲۸), ایران مجبور به واگذار کردن ارمنستان ایران (که ارمنستان امروزی را نیز در بر می‌گیرد), به روس‌ها شد.
پس از این که دولت روسیه کنترل ارمنستان ایران را در اختیار گرفت، ترکیب قومی تغییر پیدا کرد و بدین ترتیب برای نخستین بار پس از چهار قرن ارمنی تباران رفته رفته یک بار دیگر اکثریت را در بخشی از ارمنستان تاریخی شکل دادند  حکومت جدید روسیه سکنی گزیدن ارمنی تباران از ایران و عثمانی را تشویق می‌کرد. نتیجتاً تا سال ۱۸۳۲، شمار ارمنی تباران با مسلمانان برابر شده بود. به هر روی این جنگ کریمه و جنگ روسیه و عثمانی (۱۸۷۷–۱۸۷۸), بود که موج دیگری از ارمنی‌های ترکیه را وارد کرد و ارمنی تباران دیگر بار اکثریت قاطعی در ارمنستان شرقی تشکیل دادند. با این وجود شهر ایروان همچنان تا قرن بیستم اکثریتی مسلمان داشت.به گفته هنری بلوس لینچ جهانگرد، شهر در اوایل دهه ۱۸۹۰، ۵۰٪ ارمنی و ۵۰٪ مسلمان بود (مردم آذری و فارس) بود. 

### فتح ایروان

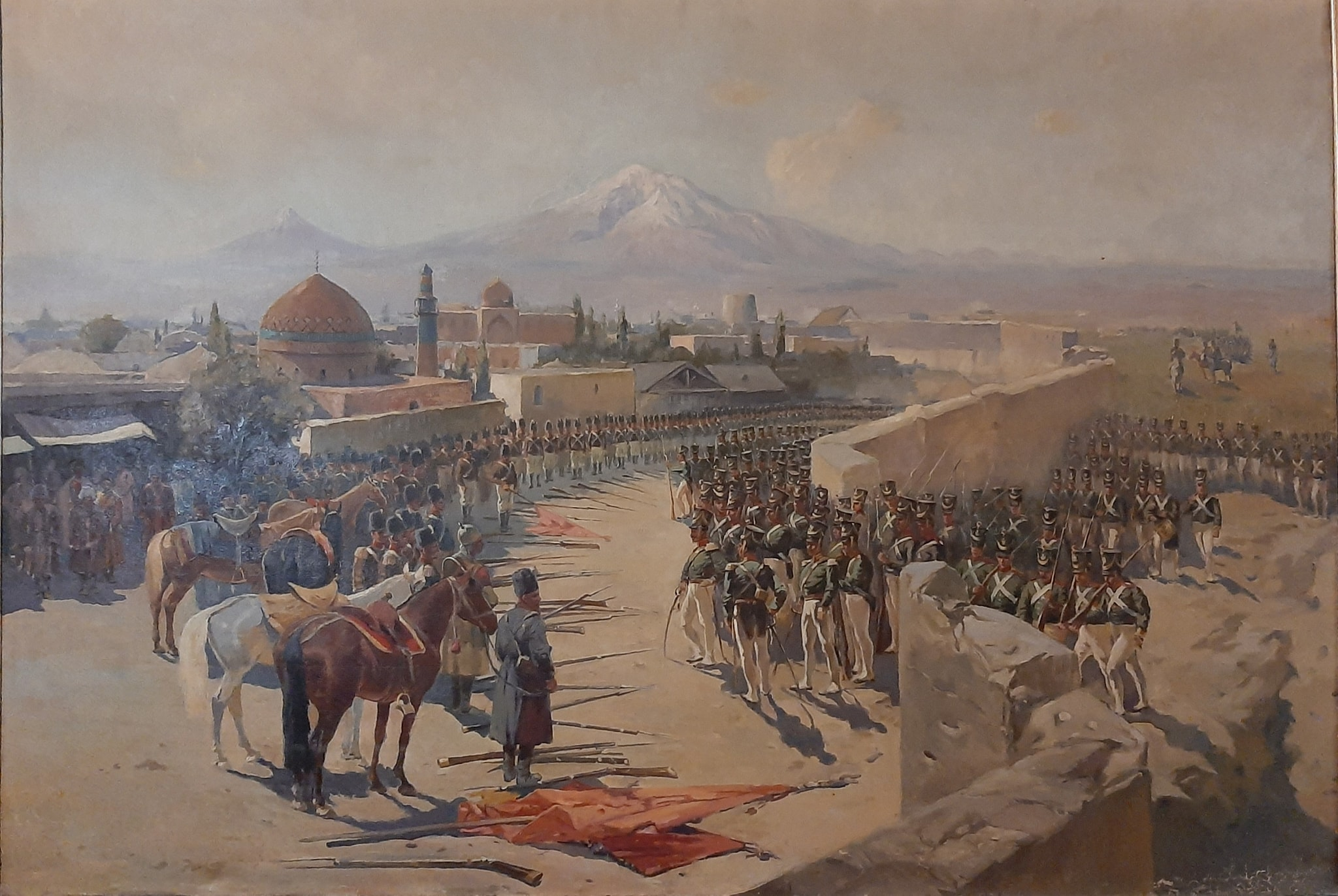
نقاشی از فتح ایروان توسط نیروهای روس

در زمان جنگ‌های ۱۸۰۴–۱۸۱۳ بین روسیه و ایران ارتش روس برای تصرف خان‌نشین ایروان دو مرتبه سعی کرد. اولین کوشش در سال ۱۸۰۴ بوقوع پیوست. در ماه ژوئن یک لشکر روس متشکل از ۴۵۰۰ نفر به فرماندهی ژنرال پاول سیسیانوف، وارد دشت آرارات شد و در ۱۵ ژوئیه ضربه نهائی را به‌سر قشون فتحعلی‌شاه قاجار وارد ساخت. پس از آن سیسیانوف سعی در تصرف ایروان نمود. قلعه ایروان مشرف بر سرحدات جنوبی شهر، ساحل مرتفع و پر صخره رود هرازدان (زانگو) قرار داشت. از سه طرف توسط حصارهای دو لایه محصور بود. حصار داخلی که از آجر و سنگ ساخته شده بود، به حد کافی بلند و مستحکم و دارای هفده برج بود.
در حدود ۳۲–۴۰ متری آن حصار خارجی قرار داشت که از رس و سنگ ساخته شده و نسبتاً باریک و کم ارتفاع بود. در اطراف قلعه چاله‌های عمیق و پهن کنده شده و برخی از آن‌ها نیز از آب پرگردیده بود. قلعه دارای ۶۰ توپ و ۲ خمپاره انداز و پادگان آن هفت هزار نفر سرباز داشت. محاصره ایروان از ۲۴ ژوئیه تا ۴ سپتامبر بطول انجامید. سیسیانوف دست به چند حمله زد ولی موفق نشد. کمبود آذوقه و مخصوصاً ادوات جنگی دشواری جدی برای لشکر روس به وجود آورد. سیسیانوف ایروان را ترک کرده به گرجستان برگشت.

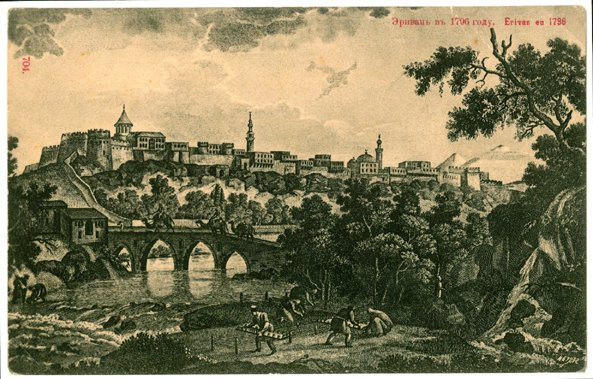
قلعه ایروان سال ۱۷۹۶ میلادی

دومین محاصره ایروان در پائیز ۱۸۰۸ بوقوع پیوست. این مرتبه لشکر ۷۷۰۰ نفری روسیه به فرماندهی ژنرال ایوان گودوویچ بطرف ایروان حرکت نمود و در ۸ اکتبر باغات و حومه شهر را تصرف کرد. قلعه ایروان در حلقه تنگی قرار گرفت. در ۱۷ نوامبر گودوویچ دست به حمله شدید زد، لیکن صرف نظر از کوشش‌های سربازان روس این اقدام بدون نتیجه ماند، مشکلات تهیه مواد ضروری و زمستان، گودوویچ را به خاتمه محاصره ایروان مجبور نمود.
تصرف ایروان از سوی قشون روس بعدها در زمان جنگ‌های ۱۸۲۶–۱۸۲۸ میان روس و ایران پیوست. قشون روس به طرف ایروان حرکت نمود قلعه ایروان در دست حسن خان بود او حدود ۱۸۰۰۰ نفر که اکثراً از شهر ایروان و ساکنان ارمنی دهات اطراف بودند در قلعه جمع شده بودند. قلعه ایروان زیر آتش شدید توپ‌ها قرار گرفت، در بیست و هشتم ماه ۱۴ توپ سنگین محاصره نمودند اما تمام شب سی ام ۴۰ توپ آتش گشودند. فقط آن شب بیش از ۱۰۰۰ گلوله توپ روی شهر ریخت و در نتیجه قسمت بزرگ خانه‌ها آتش گرفته و ویران گردید.
خاچاطور آبوویان در کتاب «زخم‌های ارمنستان» در این باره می‌نویسد: 
«قلعه ایروان در دود گم شد. پنج روز و پنج شب کوه و دره می‌غرید. مثل اینکه آتش سدوم و عموره از بالا می‌بارید. قلعه ایروان گاهی مثل چراغ روغن نورانی می‌شد و سپس خاموش می‌گردید. آنقدر گلوله توپ به سر و قلبش خورده بود که جانش به لبش رسیده بود.»
در بامداد روز اول اکتبر یک دسته از سپاه روس برج شمال شرقی قلعه را تصرف نمود و یک گروه دیگر با نزدیک شدن به دروازه شمالی و با ازبین بردن آن وارد قلعه شد. قلعه معروف ایروان تصرف گردید. پادگان خان که از ۴۰۰۰ سرباز تشکیل می‌شد تسلیم گردید. حسن خان و ۲۰۵ مقام بلندپایه اسیر شدند حدود ۱۰۰ توپ و غنایم جنگی دیگر به‌دست آمد.

### سیاست روسیه در قفقاز جنوبی و بر ضد ارمنیان
روسیه تزاری خیلی زود شروع به اجرای سیاست روسی کردن اجباری ساکنان ماورای قفقاز کرد. در ۱۸۳۶ میلادی به موجب فرمانی از طرف دولت مرکزی روسیه بسیاری از مدارس ارمنی را بستند و در موسسات آموزشی باقی‌مانده هم تعلیمات به زبان ارمنی را بسیار محدود کردند. پس از آن دولت روس تزاری به شیوه‌ای بسیار جدی در امور کلیسای ارمنی به دخالت پرداخت.
در همان دوران که ملت ارمنی می‌بایست با تلاش‌های زمامداران عثمانی برای برانداختن نسلش مقابله کند در امپراتوری روسیه هم بایستی مبارزه دفاعی سختی علیه استبداد یا ضد آن دولت پلیسی که بر روسیه حکومت می‌کرد و تازه خود نظام تزاری در بند و زندان او بود انجام دهد.
در حقیقت هیچ‌یک از ملت‌های دیگر ساکن ماورای قفقاز به اندازه ارمنیان آن سختی‌ها و آزارهای وارد از طرف حکومت تزاری را ندید. فرمانی از طرف دولت روسیه که اجحافی رسمی به آزادی اعطایی به کلیسای حواری ارمنی از طرف تزار نیکلای یکم در ۱۸۳۶ بود از ۱۸۸۴ به بعد مدارس مربوط به قلمرو و کشیشی ارمنیان را تحت فشار گذاشت و از فعالیت آن‌ها بسیار کاست.
از طرف دیگر فشار روزافزونی بر توده‌های ملت ارمنی وارد می‌آمد برای اینکه آنان را وادار به گرویدن به مذهب ارتدوکس بکنند. در برابر علاقه ارمنیان به مذهبشان و به ملیتشان، دولت تزاری روس کوشید تا عنصر ارمنی را تبدیل به روس بکند و نگذارد این منطقه یک جنبه متمایز ارمنی به خود بگیرد.
در ارمنستان زمین‌های بایر خیلی زیاد بود. دولت روسیه از فروختن یا از اجاره دادن این زمین‌ها به دهقانان ارمنی خودداری می‌کرد، همچنان که با احداث شبکه‌های آبیاری زمین‌های بایر تبدیل آن‌ها به زمین‌های قابل کشت و زرع که طرح آن را مقاطعه کاران ارمنی می‌کردند مخالفت می‌ورزیدند. نقشه مقامات روسی این بود که گرویدن به مذهب ارتدوکس را شرط قبلی توزیع این زمین‌ها بین دهقانان ارمنی قرار بدهند. وقتی معلوم شد که تحقق این شرط به سبب تصمیم خلل ناپذیر ملت ارمنی به حفظ مذهب خود غیرممکن است مقامات روسی تصمیم گرفتند آن زمین‌ها را برای استقرار آینده مهاجرنشینان روس نگاه دارند.
همچنین دولت روس تزاری شروع به برکنار کردن تدریجی ارمنیان از مقامات عالی لشکری و کشوری، که از آغاز سده نوزدهم خدمات برجسته‌ای در آن مقامات کرده بودند نمود.
نهضت انقلابی ارمنی در آخرین دهه قرن نوزدهم جهشی پیدا کرد و با ترس‌ها و نگرانیهایی که در زمامداران حکومت تزاری ایجاد کرد آنان را در عناد و خصومت خود نسبت به ارمنیان راسخ تر نمود. با اینکه هدف‌های احزاب فدراسیون انقلابی ارمنی و «حزب سوسیال دموکرات هنچاکیان» در ترکیه بود دولت تزاری که در کشور خود مبارزه بیرحمانه‌ای را ضد سوسیال دموکراتها و سوسیالیستهای انقلابی و آزادیخواهان در پیش گرفته بود هر چه از دستش برمی‌آمد برای انحلال و نابودی آن احزاب انجام داد.
صدها ارمنی که شک می‌رفت وابسته به سازمان‌های انقلابی باشند دستگیر و به زندان‌های قارص، تفلیس و باکو انداخته شدند و عده زیادی از آنان به خارج از ماورای قفقاز تبعید شدند. لیکن این احزاب انقلابی یا ملی مظهر یکی از تکیه گاه‌های ملت ارمنی بودند. تکیه گاه دیگری نیز وجود داشت که کلیسا بود.
«ارامنه می‌خواهند روی دولت روسیه تکیه کنند ولی این کار را برای حفظ حیات ملی خویش می‌کنند نه برای اینکه درشکم روس‌ها حل شوند. کلیسای آنان با ملیتشان یکی است و آنان می‌خواهند که هردو را سالم و دست نخورده نگاه دارند.»
این اقدامات خشم و کینه‌ای عمومی درمیان ارمنیان برانگیخت و در بسیاری از دهات دهقانان ارمنی مقاومتی مسلحانه در برابر تجاوز به عبادتگاه‌های خویش از خود نشان دادند. پلیس و سربازان روسی دخالت کردند و بسیاری هم کشته شدند. در اچمیادزین سربازان روس دیر کهنسالی را که مقر جاثلیق بود محاصره کردند و خواهان کلیدهای کلیسای جامع و ذخایر آن شدند، و چون خریمیان هایریک درخواست آنان را رد کرد درها را شکستند و به زور داخل شدند.
بر همه ارمنیان روشن گردید که تنها آینده امیدبخش و امکان‌پذیر برای ملتشان سقوط رژیم تزاری و تبدیل آن هر ملتی از خودمختاری برخوردار بوده و این امکان را داشته باشد که به مقتضای نبوغ خاص خود گسترش بیابد. بدین گونه در جلسه عمومی فدراسیون انقلابی ارمنی (داشناکسوتیون) در ۱۹۱۹ در ایروان هدف اصلی حزب چنین اعلام شده بود:

#### ارمنستان واحد و مستقل
محافل انقلابی ارمنی که مظهر عمده آن‌ها فدراسیون انقلابی ارمنی بود، در جریان این حوادث در کنار کلیسا قرار گرفتند و مقاومتی مسلحانه در برابر اجهاف دولت تزاری سازمان دادند. این صحنه کم‌نظیر با شرکت مبارزان انقلابی ارمنی دیده شد.

## ارمنستان غربی
در نیمه سده نوزدهم، زمانی که ارمنستان شرقی در استیلای امپراتوری روسیه قرار داشت ارمنستان غربی همچنان تحت تسلط دولت عثمانی بود و تعداد جمعیت ارمنی ساکن در آن و سایر شهرها و آبادی‌های ترکیه، بر سه میلیون نفر بالغ می‌شد. رفتار دولتمردان عثمانی با اهالی ارمنستان غربی بسیار غیرانسانی و بی رحمانه بود و غالباً اهالی از کلیه حقوق ملی و مذهبی خود محروم می‌شدند یا در مضیقه شدید قرار می‌گرفتند و بی هیچ دلیل و بهانه‌ای از خانه و کاشانه خود رانده به زندان افکنده یا کشته می‌شدند.
عبدالحمید دوم که مصمم به پاکسازی ارمنیان از شش ولایت ارمنی بود، از هیچ عمل ظالمانه و غیرانسانی در حق ساکنان روستاها و آبادی‌های این منطقه کوتاهی نمی‌کرد. رفته رفته این سخت‌گیری‌ها و کشتارها خشم عمومی را نسبت به عمال عبدالحمید دوم برانگیخت و مایه بروز شورش هائی ضد دولت مرکزی گردید.
در نخستین سال‌های جنگ جهانی اول اهالی ارمنستان غربی هولناک‌ترین مرحله تاریخ خود را زیستند. در این سال‌ها دولت ترک‌های جوان دست به نسل‌کشی ارمنی‌ها زد که تا آن زمان در تاریخ بشری هرگز نظیر آن بوقوع نپیوسته بود.

## ارمنستان شرقی اوایل سده بیستم
پس از انقلاب فوریه ۱۹۱۷ میلادی در روسیه و روی کار آمدن دولت الکساندر فیودورویچ کرنسکی، در ارمنستان شرقی نیز مانند سایر کشورهای قفقاز، مأموران تزاری که جانشین تزاری نامیده می‌شدند جای خود را به نمایندگان دولت کرنسکی واگذار کردند. لیکن در عمل هیچ تغییری به سود عامه مردم حاصل نشد.
پس از چندی دولت بورژوازی - ملی‌گرایی ارمنستان زمام امور را در دست گرفت که بر اساس موافقتنامه میان احزاب ناسیونالیست بورژوای قفقازیه، موسوم به «سئیم» کشور را اداره می‌کرد.
با توجه به اغتشاش حاکم بر کل روسیه، بروز یک جنگ داخلی گسترده میان بلشویک‌ها و مجموعه‌ای از نیروهای ضدانقلاب و مقامات قفقاز و اگرچه در ۱۵ دسامبر ۱۹۱۷ بین دولت عثمانی و کمیساریای ماوراء قفقاز یک معاهده ترک مخاصمه به امضاء رسید، دولت عثمانی در یک دور جدید از تلاش و تکاپو بر آن شدند نخست موجبات جدایی قفقاز را از روسیه فراهم آورده، سپس بر این اساس با فتح کل آن سامان راه خود را برای دستیابی بر توران حوزه‌های مسلمان‌نشین روسیه، آذربایجان و آسیای مرکزی باز کنند.
بار دیگر وحشت و اضطراب قتل‌عام بر سر ساکنان ارمنی مناطق تحت اشغال نظامیان تُرک سایه افکند، لذا ملت ارمنی از خرد و کلان، زن و مرد، پیر و جوان به پا خاست تا از موجودیت خود تا پای جان دفاع کند. در ۲۱ ماه مه سپاهیان تُرک قلعه سارداراباد را تسخیر کردند و خود را برای فتح ایروان آماده کردند. اما در روز ۲۲ ماه مه نظامیان ارمنی و مردم سلاح به‌دست گرفتند به نبردی سرنوشت ساز با قوای مهاجم پرداختند و شکست سختی به سپاهیان تُرک وارد آوردند و سارداراباد را آزاد کردند.
پس از نبرد سارداراباد و پیروزی، در ۲۸ مه ۱۹۱۸ کشور ارمنستان اعلام استقلال نمود و اولین جمهوری ارمنستان تشکیل شد.